# モーガン プロトタイプL-9
『モーガン プロトタイプL-9』（原題: Morgan）は、2016年にアメリカ合衆国とイギリスで製作されたSF映画である。監督はルーク・スコット、主演はケイト・マーラとアニャ・テイラー＝ジョイが務めた。
なお、日本では劇場公開されず、2017年4月5日にDVDスルーとなった。

## ストーリー
リー・ウェザーズはハイブリッド種を開発する遺伝子エンジニアリングの会社の本社で危機管理を担当する。会社が生み出した人間型の製品であるモーガンが、ペンでグリーフ博士の目を突き刺すという事件を起こしたため、ウェザーズはその調査・評価のために人里離れた施設に来る。モーガンは5歳であるが、20歳前後の女性の容姿であり、知性は人間を上回る。夕食の席で、ウェザーズはヘルシンキで起きた事件の話を聞き出す。そこでハイブリッドの研究をしていたチェン博士とジーグラー博士のチームの大半が一時間のうちに殺されてしまったのだという。
ウェザーズの見守る前で心理学者のシャピロ博士がモーガンを面接するが、挑発されたモーガンは彼を噛み殺してしまう。ウェザーズは、制御不能のモーガンは殺すしかないと決定する。しかし、子供の頃からモーガンを可愛がってきたスタッフたちは殺害を躊躇する。それどころか、ウェザーズがモーガンを殺そうとしたとき、メンサー博士はウェザーズに鎮静剤を麻酔銃で撃ちこむ。スタッフたちはモーガンが入っていた硝子張りの部屋に閉じ込め、モーガンと共に施設を脱走しようとするが、モーガンは高い身体能力で彼らを殺して行く。
科学者たちの居住施設で、チェン博士はプロジェクトの失敗の報告を録画する。「会社が人間型の兵器を開発する計画を立てていたこと」や「最新の研究成果であるモーガンには人間らしい感情を組み込もうとしたが、結局失敗したこと」を懺悔の念と共に告白する。モーガンの廃棄を報告した時、部屋に侵入してきたモーガンが母とみなす博士を絞め殺す。
ウェザーズは部屋から脱出することに成功し、モーガンと互角の格闘になる。モーガンは最も親しいメンサー博士とともに車で逃げだし、ウェザーズは生き残ったスタッフのヴロンスキーとともに二人を追う。森の中でウェザーズは二人に追いつき、再びモーガンと格闘になり重傷を負いながらも倒す。ウェザーズは関係者の生き残りであるメンサー博士とヴロンスキーを殺す。
本社では重役たちがL-9プロジェクトの失敗とウェザーズの実績について語る。ウェザーズもまた別のプロジェクトで生み出されたハイブリッドであることが示唆される。

## キャスト
※括弧内は日本語吹替
- リー・ウェザーズ - ケイト・マーラ（木下紗華）
- モーガン - アニャ・テイラー＝ジョイ（潘めぐみ）
- サイモン・ジーグラー博士 - トビー・ジョーンズ（佐々木睦）
- エイミー・メンサー博士 - ローズ・レスリー（行成とあ）
- スキップ・ヴロンスキー - ボイド・ホルブルック（綱島郷太郎）
- ルイ・チェン博士 - ミシェル・ヨー（塩田朋子）
- キャシー・グリーフ博士 - ジェニファー・ジェイソン・リー（西村野歩子）
- アラン・シャピロ博士 - ポール・ジアマッティ（野島昭生）
- テッド・ブレナー - マイケル・ヤレ（佐藤せつじ）
- ダレン・フィンチ博士 - クリス・サリヴァン（木村雅史）
- ブレンダ・フィンチ博士 - ヴィネット・ロビンソン（種市桃子）
- チャールズ・グライムス - クリスピアン・ベルフレージ（宮本淳）
- デヴィッド・チャンス - ジョナサン・アリス（小林親弘）
- ジム・ブライス - ブライアン・コックス（稲垣隆史）
- 10歳のモーガン - エイミーベス・マクナルティ（英語版）（久野美咲）

## 製作
セス・オーウェンの脚本は2014年にブラックリスト (映画化されていない脚本の評価・マッチングプロジェクト) に登録され、その映画化に名乗りを上げたのは20世紀フォックスとスコット・フリー・プロダクションズであった。映画化決定後の2014年12月、ブラックリストの人気ランキング上位に選ばれた。2015年3月10日、ケイト・マーラとアニャ・テイラー＝ジョイが主演を務めることとルーク・スコット（リドリー・スコットの息子）が監督を務めることが発表された。4月29日、ポール・ジアマティ、トビー・ジョーンズ、ボイド・ホルブルックが本作に出演するとの報道があった。5月25日にはジェニファー・ジェイソン・リーとミシェル・ヨーの出演が決まった。
2015年5月26日、本作の主要撮影が北アイルランドで始まった。

## 興行収入
市場関係者は本作が公開初週末に600万ドル前後を稼ぎ出すと予想していた。あまりの数字の低さに「名優の無駄遣い」との批判も出た。しかし、実際の数字はこの予想を下回ることとなった。2016年9月2日、本作は全米2020館で公開され、公開初週末に251万ドルを稼ぎ出し、週末興行収入ランキング初登場18位となった。

## 評価
本作は批評家の間で賛否両論となっている。映画批評集積サイトのRotten Tomatoesには129件のレビューがあり、批評家支持率は40%、平均点は10点満点で5.1点となっている。サイト側による批評家の見解の要約は「『モーガン プロトタイプL-9』は素晴らしい舞台設定を掘り下げなかったが故に、アイデアよりもアクションを重視した普通のSFスリラー映画に落ち着いてしまった」となっている。また、Metacriticには33件のレビューがあり、加重平均値は48/100となっている。なお、本作のCinemaScoreはC+となっている。
『Uproxx』のキース・フィップスは「『モーガン プロトタイプL-9』は面白いアイデアを深められずに持て余している。全体の緊張感をコントロールする方法やアイデアをスリルに変える方法を知らないのだ。『エクス・マキナ』が実証したように、この題材で面白い映画にならないというわけでもない」と評している。『シカゴ・サンタイムズ』のリチャード・ローパーは本作に4つ星評価で星1つを与え、「『モーガン プロトタイプL-9』の最初の3分の1より酷いものは架空請求くらいしかない。酷いものが本当に酷いものに、信じられないほど酷いものに変わっていくのだ」と酷評し、本作を「2016年に鑑賞した映画で4番目に酷かった作品」に位置づけた。